# Armorial des communes du Bas-Rhin (A-H)
- il reste des blasons à dessiner dans cet armorial.

L’armorial des communes du Bas-Rhin regroupe les armoiries (figures et blasonnements) des communes du Bas-Rhin (ainsi que certaines anciennes communes). À la différence des blasons familiaux, les blasons des communes sont souvent des créations récentes, dont le(s) concepteur(s) et les explications de conception sont souvent connus. L'armorial a donc été adapté afin de pouvoir contenir ces informations.
Les armes incorrectement conçues (dites à enquerre) sont incluses, mais les pseudo-blasons (gribouillages de comptoir ressemblant vaguement à des blasons, mais ne respectant aucune règle de construction héraldique) sont volontairement exclues de cet armorial. Leurs statuts sont mentionnés succinctement.
En raison de sa taille, l'armorial a été découpé en quatre pages :
- les communes de A à H ;
- les communes de I à R ;
- les communes de S à Z ;
- les anciennes communes.

```
0 dessin(s) en attente (voir : )
```

## A
| Blason de Achenheim | Blason  | Parti d'or et de sable à deux cornes de buffle de l'un en l'autre. |
| Blason de Achenheim | Détails | Le statut officiel du blason reste à déterminer.                   |

| Blason de Adamswiller | Blason  | D'argent mantelé d'or, au chevron de gueules brochant sur la partition. |
| Blason de Adamswiller | Détails | Le statut officiel du blason reste à déterminer.                        |

| Blason de Albé | Blason  | D'azur à trois chevrons d'argent.                |
| Blason de Albé | Détails | Le statut officiel du blason reste à déterminer. |

| Blason de Allenwiller | Blason  | D'argent à trois tours crénelées de cinq pièces de gueules maçonnées de sable. |
| Blason de Allenwiller | Détails | Le statut officiel du blason reste à déterminer.                               |

| Blason de Alteckendorf | Blason  | D'or à la chape de Saint Martin d'azur. |
| Blason de Alteckendorf | Détails | Dans l'armorial royal édité par Louis XIV, dit "Armorial d'Hozier", le blasonnement des communes d'Oberaltorff et Exquendorff est le suivant : d'azur, à Saint Martin coupant la moitié de son manteau pour le donner à un pauvre assis à sénestre, le saint adextré en pointe d'une église posée sur un monticule, le tout d'or. Il reprend un sceau paroissial de 1577. Différences entre dessin et blasonnement : Selon le blasonnement, la partie senestre où le pauvre est assis est le champ, donc d'azur. Durant une partie du XXe siècle, la municipalité a utilisé un blason représentant une pomme à l'envers qui a été abandonné depuis les années 1980[réf. nécessaire]. La municipalité n'utilise pas le blason simplifié officiel et a décidé de garder l'ancienne version. La nouvelle n'est jamais utilisée. |

| Blason de Altenheim | Blason  | D'azur à une colombe d'argent tenant de son bec une branche de laurier de sinople, posée sur un mont de trois coupeaux du même mouvant de la pointe.           |
| Blason de Altenheim | Détails | * Il y a là non-respect de la règle de contrariété des couleurs : ces armes sont fautives (sinople sur azur). Le statut officiel du blason reste à déterminer. |

| Blason de Altorf | Blason  | D'azur à un crampon d'or appendu à un annelet du même. |
| Blason de Altorf | Détails | Le statut officiel du blason reste à déterminer.       |

| Blason de Altwiller | Blason  | D'azur au lion coupé d'or et d'argent.           |
| Blason de Altwiller | Détails | Le statut officiel du blason reste à déterminer. |

| Blason de Andlau | Blason  | De gueules à la croix d'or.                      |
| Blason de Andlau | Détails | Le statut officiel du blason reste à déterminer. |

| Blason de Artolsheim | Blason  | Parti d'argent à la fasce de sinople et à la bordure de gueules, au second de gueules à neuf macles d'or. |
| Blason de Artolsheim | Détails | Le statut officiel du blason reste à déterminer.                                                          |

| Blason de Aschbach | Blason  | De sable à trois bandes ondées d'or.             |
| Blason de Aschbach | Détails | Le statut officiel du blason reste à déterminer. |

| Blason de Asswiller | Blason  | Coupé de sinople au léopard d'argent, et d'or plain. |
| Blason de Asswiller | Détails | Le statut officiel du blason reste à déterminer.     |

| Blason de Auenheim | Blason  | D'argent à la lettre M capitale surmontée d'une croisette pattée et accompagnée de trois croisettes, deux aux flancs, une en pointe, le tout de sable. |
| Blason de Auenheim | Détails | Le statut officiel du blason reste à déterminer. |

| Blason de Avolsheim | Blason  | D'azur à la roue de huit rais d'or couronnée du même, le moyeu et les rais défaillants en chef. |
| Blason de Avolsheim | Détails | Le statut officiel du blason reste à déterminer.                                                |

| Sommaire : | - Haut - A - B - C - D - E - F - G - H |

## B
| Blason de Baerendorf | Blason  | D'argent au tilleul terrassé de sinople.         |
| Blason de Baerendorf | Détails | Le statut officiel du blason reste à déterminer. |

| Blason de Balbronn | Blason  | De gueules à la fontaine d'argent accompagnée de quatre roses d'or ordonnées 2 et 2. Armes parlantes (Bronn, forme dérivée de Brunne signifie « fontaine » en allemand). |
| Blason de Balbronn | Détails | Le statut officiel du blason reste à déterminer. |

| Blason de Baldenheim | Blason  | De gueules au coutre d'argent posé en pal la pointe en bas. |
| Blason de Baldenheim | Détails | Le statut officiel du blason reste à déterminer.            |

| Blason de Barembach | Blason  | Coupé : au premier de gueules à la bande d'argent, au second d'argent plain. |
| Blason de Barembach | Détails | Le statut officiel du blason reste à déterminer.                             |

| Blason de Barr (Bas-Rhin) | Blason  | D'argent à la herse sarrasine au pied fiché de sable. |
| Blason de Barr (Bas-Rhin) | Détails | Le statut officiel du blason reste à déterminer.      |

| Blason de Bassemberg | Blason  | D'or à la croix d'azur cantonnée de vingt billettes du même, cinq par canton. |
| Blason de Bassemberg | Détails | Le statut officiel du blason reste à déterminer.                              |

| Blason de Batzendorf | Blason  | D'azur à Saint Arbogast évêque mitré, crossé et auréolé d'or. |
| Blason de Batzendorf | Détails | Le statut officiel du blason reste à déterminer.              |

| Blason de Beinheim | Blason  | D'argent au soc de charrue de sable posé en pal la pointe vers le chef. |
| Blason de Beinheim | Détails | Le statut officiel du blason reste à déterminer.                        |

| Blason de Bellefosse | Blason  | D’azur au chevron d’or accompagné de trois crampons d’argent posés en pal. |
| Blason de Bellefosse | Détails | Le statut officiel du blason reste à déterminer.                           |

| Blason de Belmont | Blason  | D'azur à trois coupeaux d'argent surmontés d'un soleil d'or. |
| Blason de Belmont | Détails | Le statut officiel du blason reste à déterminer.             |

| Blason de Benfeld | Blason  | D'azur à la bande d'argent chargée de trois étoiles de six rais de gueules à plomb. |
| Blason de Benfeld | Détails | Le statut officiel du blason reste à déterminer.                                    |

| Blason de Berg | Blason  | D'argent au mont de trois coupeaux de sinople mouvant de la pointe Armes parlantes (Berg signifie « montagne » en allemand). |
| Blason de Berg | Détails | Le statut officiel du blason reste à déterminer.                                                                             |

| Blason de Bergbieten | Blason  | D'azur semé d'étoiles d'argent à Saint Laurent tenant un gril de la dextre et une palme de la senestre, le tout d'or, brochant. |
| Blason de Bergbieten | Détails | Le statut officiel du blason reste à déterminer.                                                                                |

| Blason de Bernardswiller | Blason  | Parti : au premier mi-parti de gueules à l'aigle éployée d'or, au second de sable plain. |
| Blason de Bernardswiller | Détails | Le statut officiel du blason reste à déterminer.                                         |

| Blason de Bernardvillé | Blason  | Coupé : au premier d'argent au tau d'azur aux branches duquel sont appendues deux clochettes du même, au second de sinople plain. |
| Blason de Bernardvillé | Détails | Le statut officiel du blason reste à déterminer.                                                                                  |

| Blason de Bernolsheim | Blason  | D'azur à la main bénissante d'or,.               |
| Blason de Bernolsheim | Détails | Le statut officiel du blason reste à déterminer. |

| Blason de Berstett | Blason  | D'argent à l'ours debout de sable tenant de sa patte dextre une fleur de lys d'azur. Armes parlantes (Bär signifie « ours » en allemand). |
| Blason de Berstett | Détails | Le statut officiel du blason reste à déterminer.                                                                                          |

| Blason de Berstheim | Blason  | D'azur à Saint Martin équestre d'or sur un cheval d'argent. |
| Blason de Berstheim | Détails | Le statut officiel du blason reste à déterminer.            |

| Blason de Betschdorf | Blason  | Coupé : au premier d'or au lion issant de gueules, au second d'azur à la cruche de grès d'argent. |
| Blason de Betschdorf | Détails | Le statut officiel du blason reste à déterminer.                                                  |

| Blason de Bettwiller | Blason  | De gueules au soc de charrue d'argent posé en pal et senestré d'un coutre du même. |
| Blason de Bettwiller | Détails | Le statut officiel du blason reste à déterminer.                                   |

| Blason de Biblisheim | Blason  | Coupé : au premier d'argent à la crosse de gueules mouvant de la partition, au second de gueules à la tête et au col de cygne d'argent. |
| Blason de Biblisheim | Détails | Le statut officiel du blason reste à déterminer.                                                                                        |

| Blason de Bietlenheim | Blason  | D'argent au chevron renversé de gueules.         |
| Blason de Bietlenheim | Détails | Le statut officiel du blason reste à déterminer. |

| Blason de Bilwisheim | Blason  | Parti : au premier d'or plain, au second de sable à l'étoile de six rais d'argent posée en chef,. |
| Blason de Bilwisheim | Détails | Le statut officiel du blason reste à déterminer.                                                  |

| Blason de Bindernheim | Blason  | De gueules à l'attache d'argent.                 |
| Blason de Bindernheim | Détails | Le statut officiel du blason reste à déterminer. |

| Blason de Birkenwald | Blason  | D'azur à la fasce d'or chargée de trois fusées de gueules, accompagnée en chef d'une étoile aussi d'or et en pointe d'un croissant d'argent. |
| Blason de Birkenwald | Détails | Le statut officiel du blason reste à déterminer.                                                                                             |

| Blason de Bischheim | Blason  | Deux écus accolés : — d'azur à un bouc saillant d'argent lampassé de gueules ; — de sable à deux crosses d'or en sautoir,. |
| Blason de Bischheim | Détails | Les armes d'origine de Bischheim (de sable à deux crosses d'or en sautoir) se rapportent à Saint-Rémi. Puis le blason change à la fin du XIXe siècle sous la troisième république, jugé trop clérical. Les nouvelles armes (d'azur au bouc saillant d'argent lampassé de gueules) reprennent alors celles de la famille Bœcklin. Finalement, dans les années 1980, les deux écus sont juxtaposés pour former le nouveau blason de la ville. Le statut officiel du blason reste à déterminer. |

| Blason de Bischholtz | Blason  | De sinople à la houlette d'argent posée en bande. |
| Blason de Bischholtz | Détails | Le statut officiel du blason reste à déterminer.  |

| Blason de Bischoffsheim | Blason  | De gueules à deux crosses d'or passées en sautoir, liées du même. Armes parlantes (Bischof signifie « évêque » en allemand). |
| Blason de Bischoffsheim | Détails | Le statut officiel du blason reste à déterminer.                                                                             |

| Blason de Bischwiller | Blason  | D'azur à la Sainte Vierge orante couronnée et assise sur un trône, l'Enfant Jésus sur son genou, le tout d'or. |
| Blason de Bischwiller | Détails | Le statut officiel du blason reste à déterminer.                                                               |

| Blason de Bissert | Blason  | De gueules à un chapeau de paille d'or.          |
| Blason de Bissert | Détails | Le statut officiel du blason reste à déterminer. |

| Blason de Bitschhoffen | Blason  | De sable à un annelet emmanché d'or,.            |
| Blason de Bitschhoffen | Détails | Le statut officiel du blason reste à déterminer. |

| Blason de Blaesheim | Blason  | D'azur à l'église romane d'argent posée sur un mont de trois coupeaux d'or mouvant de la pointe. |
| Blason de Blaesheim | Détails | Le statut officiel du blason reste à déterminer.                                                 |

| Blason de Blancherupt | Blason  | D'azur au pal d'or chargé de trois chevrons de gueules. |
| Blason de Blancherupt | Détails | Le statut officiel du blason reste à déterminer.        |

| Blason de Blienschwiller | Blason  | D'azur à la bande d'or.                          |
| Blason de Blienschwiller | Détails | Le statut officiel du blason reste à déterminer. |

| Blason de Bœrsch | Blason  | D'azur à deux perches adossées d'argent. Armes parlantes (Barsch signifie « perche » en allemand). |
| Blason de Bœrsch | Détails | Le statut officiel du blason reste à déterminer.                                                   |

| Blason de Bœsenbiesen | Blason  | De sinople à un coutre d'argent.                 |
| Blason de Bœsenbiesen | Détails | Le statut officiel du blason reste à déterminer. |

| Blason de Bolsenheim | Blason  | D'azur à six quintefeuilles d'or ordonnés 3, 2 et 1. |
| Blason de Bolsenheim | Détails | Le statut officiel du blason reste à déterminer.     |

| Blason de Boofzheim | Blason  | Coupé d'or au lion léopardé de gueules, et d'azur aux deux étoiles du premier. |
| Blason de Boofzheim | Détails | Le statut officiel du blason reste à déterminer.                               |

| Blason de Bootzheim | Blason  | De sable à la croix d'or.                        |
| Blason de Bootzheim | Détails | Le statut officiel du blason reste à déterminer. |

| Blason de Bosselshausen | Blason  | D’argent à la croix de sable.                    |
| Blason de Bosselshausen | Détails | Le statut officiel du blason reste à déterminer. |

| Blason de Bossendorf | Blason  | D'azur à la fasce palée au pied fiché d'or.      |
| Blason de Bossendorf | Détails | Le statut officiel du blason reste à déterminer. |

| Blason de Bourg-Bruche | Blason  | D'argent à la rose de gueules boutonnée d'or et à la bordure du second. |
| Blason de Bourg-Bruche | Détails | Le statut officiel du blason reste à déterminer.                        |

| Blason de Bourgheim | Blason  | Coupé de sable à deux roses d'argent boutonnées d'or, et du second. |
| Blason de Bourgheim | Détails | Le statut officiel du blason reste à déterminer.                    |

| Blason de Bouxwiller | Blason  | Parti d'azur à l'aigle contournée d'or, et de gueules au lion d'argent. |
| Blason de Bouxwiller | Détails | Le statut officiel du blason reste à déterminer.                        |

| Blason de Breitenau | Blason  | D'argent à trois fusées accolées de sinople posées en fasce et rangées en pal. |
| Blason de Breitenau | Détails | Le statut officiel du blason reste à déterminer.                               |

| Blason de Breitenbach | Blason  | D'argent à six fusées accolées d'azur rangées en fasce. |
| Blason de Breitenbach | Détails | Le statut officiel du blason reste à déterminer.        |

| Blason de Breuschwickersheim | Blason  | Coupé d'or, et de gueules à la fasce d'argent.   |
| Blason de Breuschwickersheim | Détails | Le statut officiel du blason reste à déterminer. |

| Blason de La Broque | Blason  | De gueules à deux saumons adossés d'argent accompagnés de quatre croisettes d'or ordonnées 1, 2 et 1.                                 |
| Blason de La Broque | Détails | Armoiries des comtes de Salm, anciens seigneurs de La Broque, reprises sans brisure. Le statut officiel du blason reste à déterminer. |

| Blason de Brumath | Blason  | De gueules à une branche de chêne de sinople* fruitée d'or. —OU— De gueules à la branche de chêne cousue de sinople* englantée de quatre pièces d'or. |
| Blason de Brumath | Détails | * Il y a là non-respect de la règle de contrariété des couleurs : ces armes sont fautives (sinople sur gueules).                                      |

| Blason de Buhl | Blason  | Parti d'azur à une montagne d'or mouvant de la pointe, et de sinople à trois fasces d'argent. |
| Blason de Buhl | Détails | Le statut officiel du blason reste à déterminer.                                              |

| Blason de Burbach (Bas-Rhin) | Blason  | D'argent à un arbre arraché de sinople.                                                                                     |
| Blason de Burbach (Bas-Rhin) | Détails | Le type d'arbre n'est pas signalé : n'importe quel arbre fonctionnera ici. Le statut officiel du blason reste à déterminer. |

| Blason de Bust | Blason  | Parti d'azur et d'argent, à la fasce de l'un en l'autre. |
| Blason de Bust | Détails | Le statut officiel du blason reste à déterminer.         |

| Blason de Buswiller | Blason  | D'azur à Saint Sixte pape, nimbé, tenant de sa dextre une bourse et de sa senestre une croix papale, le tout d'or. |
| Blason de Buswiller | Détails | Le statut officiel du blason reste à déterminer.                                                                   |

| Blason de Butten | Blason  | De gueules à la faux d'argent posée en bande la lame contournée. |
| Blason de Butten | Détails | Le statut officiel du blason reste à déterminer.                 |

| Sommaire : | - Haut - A - B - C - D - E - F - G - H |

## C
| Blason de Châtenois | Blason  | D'or à un châtaignier arraché de sinople.                                                                                          |
| Blason de Châtenois | Détails | Armes parlantes (Le nom de la commune partage la même racine que le châtaignier). Le statut officiel du blason reste à déterminer. |

| Blason de Cleebourg | Blason  | D'argent au trèfle de sinople.                                                                           |
| Blason de Cleebourg | Détails | Armes parlantes (Klee signifie « trèfle » en allemand). Le statut officiel du blason reste à déterminer. |

| Blason de Climbach | Blason  | D'argent au cœur de gueules transpercé de deux flèches d'azur passées en sautoir, la pointe en bas. |
| Blason de Climbach | Détails | Le statut officiel du blason reste à déterminer.                                                    |

| Blason de Colroy-la-Roche | Blason  | Coupé d'argent à une navette de tisserand de gueules posée en fasce, et du même à la crosse d'or mouvant de la pointe. |
| Blason de Colroy-la-Roche | Détails | Le statut officiel du blason reste à déterminer.                                                                       |

| Blason de Cosswiller | Blason  | De sable au coq hardi d'argent, becqué et membré d'or, crêté et barbé de gueules, posé sur un tertre de trois coupeaux de sinople mouvant de la pointe. |
| Blason de Cosswiller | Détails | Le statut officiel du blason reste à déterminer. |

| Blason de Crastatt | Blason  | De gueules au triangle ajouré d'or sommé d'une croisette pommetée du même. |
| Blason de Crastatt | Détails | Le statut officiel du blason reste à déterminer.                           |

| Blason de Crœttwiller | Blason  | D'azur à la couronne d'or traversée par une crosse du même. |
| Blason de Crœttwiller | Détails | Le statut officiel du blason reste à déterminer.            |

| Sommaire : | - Haut - A - B - C - D - E - F - G - H |

## D
| Blason de Dachstein | Blason  | D'azur à un évêque bénissant d'or issant de la pointe.                                                                                          |
| Blason de Dachstein | Détails | L'évêque bénissant rappelle que Dachstein fut la résidence de plusieurs évêques de Strasbourg. Le statut officiel du blason reste à déterminer. |

| Blason de Dahlenheim | Blason  | De gueules à une patte d'oie d'argent.           |
| Blason de Dahlenheim | Détails | Le statut officiel du blason reste à déterminer. |

| Blason de Dalhunden | Blason  | D'argent à un fer à cheval de sable soutenu d'un croissant versé de gueules. |
| Blason de Dalhunden | Détails | Le statut officiel du blason reste à déterminer.                             |

| Blason de Dambach | Blason  | D'or à la fasce de gueules,.                     |
| Blason de Dambach | Détails | Le statut officiel du blason reste à déterminer. |

| Blason de Dambach-la-Ville | Blason  | D'or au sapin de sinople terrassé de gueules et soutenu à dextre par un ours en pied de sable. |
| Blason de Dambach-la-Ville | Détails | Le statut officiel du blason reste à déterminer.                                               |

| Blason de Dangolsheim | Blason  | D'azur au temple d'or bâti en rotonde, couvert en dôme et perronné de trois pièces. |
| Blason de Dangolsheim | Détails | Le statut officiel du blason reste à déterminer.                                    |

| Blason de Daubensand | Blason  | De gueules à un pigeon d'argent posé sur une terrasse de sable.                                                                                                 |
| Blason de Daubensand | Détails | * Il y a là non-respect de la règle de contrariété des couleurs : ces armes sont fautives (sable sur gueules). Le statut officiel du blason reste à déterminer. |

| Blason de Dauendorf | Blason  | De sable au lion d'or lampassé de gueules et soutenu d'un chevron renversé du second. |
| Blason de Dauendorf | Détails | Le statut officiel du blason reste à déterminer.                                      |

| Blason de Dehlingen | Blason  | D'argent à la fasce bretessée et contre-bretessée de gueules. |
| Blason de Dehlingen | Détails | Le statut officiel du blason reste à déterminer.              |

| Blason de Dettwiller | Blason  | De sable à la faux d'argent emmanchée d'or posée en bande. |
| Blason de Dettwiller | Détails | Le statut officiel du blason reste à déterminer.           |

| Blason de Diebolsheim | Blason  | D'or à la croix fourchée en pointe en chevron, cantonnée de cinq roses, deux en chef, deux aux flancs et une en pointe, le tout de gueules. |
| Blason de Diebolsheim | Détails | Le statut officiel du blason reste à déterminer.                                                                                            |

| Blason de Diedendorf | Blason  | D'or à une corneille de sable becquée et membrée de gueules, calottée du même. |
| Blason de Diedendorf | Détails | Le statut officiel du blason reste à déterminer.                               |

| Blason de Dieffenbach-au-Val | Blason  | Vairé d'or et de gueules de quatre tires, à l'écusson d'azur en abîme, au sautoir d'argent brochant sur le tout. |
| Blason de Dieffenbach-au-Val | Détails | Le statut officiel du blason reste à déterminer.                                                                 |

| Blason de Dieffenbach-lès-Wœrth | Blason  | Parti d'azur à l'étoile de six rais d'argent en chef, et d'or plain. |
| Blason de Dieffenbach-lès-Wœrth | Détails | Le statut officiel du blason reste à déterminer.                     |

| Blason de Dieffenthal | Blason  | D'argent à la vigne au naturel fruitée de trois pièces d'azur et accompagnée de trois cœurs de gueules, deux aux flancs et un en pointe. |
| Blason de Dieffenthal | Détails | Le statut officiel du blason reste à déterminer.                                                                                         |

| Blason de Diemeringen | Blason  | D'argent au chevron ployé de gueules chargé de trois coquilles d'or. |
| Blason de Diemeringen | Détails | Le statut officiel du blason reste à déterminer.                     |

| Blason de Dimbsthal | Blason  | De gueules à une crosse d'argent.                |
| Blason de Dimbsthal | Détails | Le statut officiel du blason reste à déterminer. |

| Blason de Dingsheim | Blason  | D'azur à deux lions affrontés d'or, lampassés de gueules. |
| Blason de Dingsheim | Détails | Le statut officiel du blason reste à déterminer.          |

| Blason de Dinsheim-sur-Bruche | Blason  | De gueules au croc de flottage d'argent.         |
| Blason de Dinsheim-sur-Bruche | Détails | Le statut officiel du blason reste à déterminer. |

| Blason de Domfessel | Blason  | D'azur à l'ours passant d'or. |
| Blason de Domfessel | Détails | L'ours rappelle Saint-Gall, saint patron du village. Les émaux évoquent les couleurs de l'ancienne seigneurie de Nassau-Sarrebruck, dont dépendait la commune. concepteur : Commission départementale d'héraldique du Bas-Rhin (ca. 1952). Le statut officiel du blason reste à déterminer. |

| Blason de Donnenheim | Blason  | D'or au lion de sable lampassé de gueules, soutenu d'un chevron renversé du second. |
| Blason de Donnenheim | Détails | Le statut officiel du blason reste à déterminer.                                    |

| Blason de Dorlisheim | Blason  | De gueules au fer à cheval d'argent.             |
| Blason de Dorlisheim | Détails | Le statut officiel du blason reste à déterminer. |

| Blason de Dossenheim-Kochersberg | Blason  | D'or à la bande de sable chargée de trois clefs d'argent posées à plomb. |
| Blason de Dossenheim-Kochersberg | Détails | Le statut officiel du blason reste à déterminer.                         |

| Blason de Dossenheim-sur-Zinsel | Blason  | De sable au carcan d'or, les chaînes du même mouvant en chevron du chef. |
| Blason de Dossenheim-sur-Zinsel | Détails | Le statut officiel du blason reste à déterminer.                         |

| Blason de Drachenbronn-Birlenbach | Blason  | Deux écus accolés : de sinople à la fontaine d'argent (Drachenbronn) ; et d'argent à trois écussons de sinople (Birlenbach). |
| Blason de Drachenbronn-Birlenbach | Détails | Le statut officiel du blason reste à déterminer.                                                                             |

| Blason de Drulingen | Blason  | De sable à l'aigle bicéphale d'argent, becquée et membrée d'or, armée aussi d'argent et lampassée de gueules, chargée en cœur d'un écusson du même à la lettre D capitale aussi d'or. |
| Blason de Drulingen | Détails | Le statut officiel du blason reste à déterminer. |

| Blason de Drusenheim | Blason  | Parti d'un coupé d'or à trois chevrons de gueules, et d'azur au lion couronné du premier lampassé du second ; et d'or au globe d'azur cintré et croisé du champ. |
| Blason de Drusenheim | Détails | Le statut officiel du blason reste à déterminer. |

| Blason de Duntzenheim | Blason  | De gueules à trois chevrons d'or.                |
| Blason de Duntzenheim | Détails | Le statut officiel du blason reste à déterminer. |

| Blason de Duppigheim | Blason  | D'argent au fer à cheval d'azur.                 |
| Blason de Duppigheim | Détails | Le statut officiel du blason reste à déterminer. |

| Blason de Durningen | Blason  | D'argent au chevron de gueules accompagné de trois étoiles de six rais de sable. |
| Blason de Durningen | Détails | Le statut officiel du blason reste à déterminer.                                 |

| Blason de Durrenbach | Blason  | De gueules à trois poissons d'argent l'un sur l'autre. |
| Blason de Durrenbach | Détails | Le statut officiel du blason reste à déterminer.       |

| Blason de Durstel | Blason  | Tiercé en pal d'or, de gueules et d'argent.      |
| Blason de Durstel | Détails | Le statut officiel du blason reste à déterminer. |

| Blason de Duttlenheim | Blason  | Écartelé : au 1er d'azur au buste d'une femme sans bras de carnation, au 2d d'or à une cigogne contournée au naturel, au 3e d'or à la croix de gueules, au 4e coupé d'azur à la montagne de six coupeaux d'or et d'argent plain. |
| Blason de Duttlenheim | Détails | Le statut officiel du blason reste à déterminer. |

| Sommaire : | - Haut - A - B - C - D - E - F - G - H |

## E
| Blason de Eberbach-Seltz | Blason  | De sinople à trois hures de sanglier d'argent.   |
| Blason de Eberbach-Seltz | Détails | Le statut officiel du blason reste à déterminer. |

| Blason de Ebersheim | Blason  | D'or à un sanglier rampant de sable, défendu et onglé d'argent, posé sur un monticule de trois coupeaux de sinople mouvant de la pointe. |
| Blason de Ebersheim | Détails | Le statut officiel du blason reste à déterminer.                                                                                         |

| Blason de Ebersmunster | Blason  | D'azur à la façade d'église de deux tours d'argent, posée sur une champagne d'or chargée d'un sanglier de gueules. |
| Blason de Ebersmunster | Détails | Le statut officiel du blason reste à déterminer.                                                                   |

| Blason de Eckartswiller | Blason  | D'or à un croissant versé de gueules accompagné de trois étoiles du même. |
| Blason de Eckartswiller | Détails | Le statut officiel du blason reste à déterminer.                          |

| Blason de Eckbolsheim | Blason  | D'or à la croix patriarcale alésée de gueules accompagnée de trois monts isolés de sinople. |
| Blason de Eckbolsheim | Détails | Le statut officiel du blason reste à déterminer.                                            |

| Blason de Eckwersheim | Blason  | De gueules à deux croisettes latines d'argent soutenues d'une fleur de lys du même. |
| Blason de Eckwersheim | Détails | Le statut officiel du blason reste à déterminer.                                    |

| Blason de Eichhoffen | Blason  | D'or à trois glands de chêne de sinople, les tiges feuillées appointées et mouvant d'une terrasse du même. |
| Blason de Eichhoffen | Détails | Le statut officiel du blason reste à déterminer.                                                           |

| Blason de Elsenheim | Blason  | D'or au lion de sable lampassé de gueules.       |
| Blason de Elsenheim | Détails | Le statut officiel du blason reste à déterminer. |

| Blason de Engwiller | Blason  | De sable au chef d'or chargé de trois coquilles de gueules,. |
| Blason de Engwiller | Détails | Le statut officiel du blason reste à déterminer.             |

| Blason de Entzheim | Blason  | D'argent à la fasce de gueules, à la bordure du même. |
| Blason de Entzheim | Détails | Le statut officiel du blason reste à déterminer.      |

| Blason de Epfig | Blason  | De sable à la bande d'argent accompagnée de deux rameaux du même. |
| Blason de Epfig | Détails | Le statut officiel du blason reste à déterminer.                  |

| Blason de Erckartswiller | Blason  | De gueules à un croissant versé d'argent accompagné de trois étoiles d'or. |
| Blason de Erckartswiller | Détails | Le statut officiel du blason reste à déterminer.                           |

| Blason de Ergersheim | Blason  | D'azur à Saint Nicolas vêtu pontificalement, avec les trois petits enfants dans leur baquet, le tout d'or. |
| Blason de Ergersheim | Détails | Le statut officiel du blason reste à déterminer.                                                           |

| Blason de Ernolsheim-Bruche | Blason  | D'azur à la rame d'or posée en bande, accompagnée de deux étoiles du même. |
| Blason de Ernolsheim-Bruche | Détails | Le statut officiel du blason reste à déterminer.                           |

| Blason de Ernolsheim-lès-Saverne | Blason  | D'azur à Saint Michel archange terrassant le dragon, tenant de sa dextre une épée et de sa senestre une balance, le tout d'or, accompagné de huit étoiles d'argent posées en orle. |
| Blason de Ernolsheim-lès-Saverne | Détails | Le statut officiel du blason reste à déterminer. |

| Blason de Erstein | Blason  | Parti de gueules à la bande d'argent côtoyée de deux cotices fleurdelisées du même (du Bas-Rhin), et d'azur au grand portail d'église au fronton classique croisé d'or, ouvert de deux portes, sommé de deux tours du même couvertes en dôme, celle de dextre croisée aussi d'or. |
| Blason de Erstein | Détails | Le statut officiel du blason reste à déterminer. |

| Blason de Eschau | Blason  | D'azur à une gerbe d'or.                         |
| Blason de Eschau | Détails | Le statut officiel du blason reste à déterminer. |

| Blason de Eschbach | Blason  | D'argent à la fasce de sable accompagnée de trois têtes de lion arrachées du même, lampassées de gueules et couronnées d'or. |
| Blason de Eschbach | Détails | Le statut officiel du blason reste à déterminer.                                                                             |

| Blason de Eschbourg | Blason  | Coupé d'un parti d'argent et de sable, et d'un coupé de gueules au chevron d'argent et d'or plain. |
| Blason de Eschbourg | Détails | Le statut officiel du blason reste à déterminer.                                                   |

| Blason de Eschwiller | Blason  | Parti de gueules et d'argent, à deux fleurs de lys de l'un et de l'autre. |
| Blason de Eschwiller | Détails | Le statut officiel du blason reste à déterminer.                          |

| Blason de Ettendorf | Blason  | Écartelé d'or à l'aigle de gueules becquée d'azur, et d'or au sautoir de sable. |
| Blason de Ettendorf | Détails | Le statut officiel du blason reste à déterminer.                                |

| Blason de Eywiller | Blason  | D'or au pairle de gueules.                       |
| Blason de Eywiller | Détails | Le statut officiel du blason reste à déterminer. |

| Sommaire : | - Haut - A - B - C - D - E - F - G - H |

## F
| Blason de Fegersheim | Blason  | D'or à la lettre capitale phi de sable.          |
| Blason de Fegersheim | Détails | Le statut officiel du blason reste à déterminer. |

| Blason de Fessenheim-le-Bas | Blason  | De gueules à trois épis de blé d'or, les tiges appointées, les deux en bande et en barre feuillés. |
| Blason de Fessenheim-le-Bas | Détails | Le statut officiel du blason reste à déterminer.                                                   |

| Blason de Flexbourg | Blason  | D'or à la croix ancrée d'azur.                   |
| Blason de Flexbourg | Détails | Le statut officiel du blason reste à déterminer. |

| Blason de Forstfeld | Blason  | D'or à l'annelet de sable, enfilé dans un bâton du même en pal, le pied fourché terminé par deux feuilles de sinople, le tout symbolisant une ancre. |
| Blason de Forstfeld | Détails | Le statut officiel du blason reste à déterminer. |

| Blason de Forstheim | Blason  | De sinople au chevron d'argent accompagné de trois tours du même, ouvertes et ajourées de sable. |
| Blason de Forstheim | Détails | Le statut officiel du blason reste à déterminer.                                                 |

| Blason de Fort-Louis | Blason  | D'azur semé de fleurs de lys d'or, à la fasce ondée d'argent brochant sur le tout, chargée d'un fortin de gueules vu en plan.     |
| Blason de Fort-Louis | Détails | Armes parlantes (Le fortin avec évocation de Louis par le champ semé de France). Le statut officiel du blason reste à déterminer. |

| Blason de Fouchy | Blason  | D'argent chaussé de gueules, un pic et un marteau piquier de mineur de sable passés en sautoir et brochant sur le chaussé. |
| Blason de Fouchy | Détails | Le statut officiel du blason reste à déterminer.                                                                           |

| Blason de Fouday | Blason  | De gueules à la croix pattée alésée d'argent.    |
| Blason de Fouday | Détails | Le statut officiel du blason reste à déterminer. |

| Blason de Friedolsheim | Blason  | Tranché de gueules et d'or.                      |
| Blason de Friedolsheim | Détails | Le statut officiel du blason reste à déterminer. |

| Blason de Friesenheim | Blason  | D'azur à la bèche d'argent emmanchée d'or, posée en pal. |
| Blason de Friesenheim | Détails | Le statut officiel du blason reste à déterminer.         |

| Blason de Frœschwiller | Blason  | D'or à une double anille de sable.               |
| Blason de Frœschwiller | Détails | Le statut officiel du blason reste à déterminer. |

| Blason de Frohmuhl | Blason  | De gueules à une roue de moulin d'argent.        |
| Blason de Frohmuhl | Détails | Le statut officiel du blason reste à déterminer. |

| Blason de Furchhausen | Blason  | Tranché de gueules et d'azur; à la bande d'argent chargée d'une croisette latine de sable pattée et remplie d'or, brochant sur la partition.                                                                 |
| Blason de Furchhausen | Détails | La croix d'or sur bande d'argent est héraldiquement discutable (voir Règle de contrariété des couleurs ), mais sa bordure de sable prévient toute enquerre. Le statut officiel du blason reste à déterminer. |

| Blason de Furdenheim | Blason  | De sable à un griffon d'or.                      |
| Blason de Furdenheim | Détails | Le statut officiel du blason reste à déterminer. |

| Sommaire : | - Haut - A - B - C - D - E - F - G - H |

## G
| Blason de Gambsheim | Blason  | De gueules au fer d'une flèche d'or.             |
| Blason de Gambsheim | Détails | Le statut officiel du blason reste à déterminer. |

| Blason de Geispolsheim | Blason  | D'or à une chèvre saillante de sable lampassée de gueules.                                               |
| Blason de Geispolsheim | Détails | Armes parlantes (Geiß signifie « chèvre » en allemand). Le statut officiel du blason reste à déterminer. |

| Blason de Geiswiller | Blason  | D'argent à une chèvre saillante de sable lampassée de gueules.                                           |
| Blason de Geiswiller | Détails | Armes parlantes (Geiß signifie « chèvre » en allemand). Le statut officiel du blason reste à déterminer. |

| Blason de Gerstheim | Blason  | D'argent à deux cœurs enflammés de gueules, celui de dextre brochant en partie sur l'autre. |
| Blason de Gerstheim | Détails | Le statut officiel du blason reste à déterminer.                                            |

| Blason de Gertwiller | Blason  | D'azur à une branche de laurier d'or posée en pal, accompagnée de quatre étoiles de six rais du même, deux à dextre et deux à senestre, l'une sur l'autre. |
| Blason de Gertwiller | Détails | Le statut officiel du blason reste à déterminer. |

| Blason de Geudertheim | Blason  | Parti: au 1er d'or au lion de gueules, au 2e mi-parti d'azur à l'aigle bicéphale d'argent. |
| Blason de Geudertheim | Détails | Le statut officiel du blason reste à déterminer.                                           |

| Blason de Gingsheim | Blason  | Fascé d'argent et de sinople.                    |
| Blason de Gingsheim | Détails | Le statut officiel du blason reste à déterminer. |

| Blason de Gœrlingen | Blason  | De sinople à un épi de blé d'or en pal.          |
| Blason de Gœrlingen | Détails | Le statut officiel du blason reste à déterminer. |

| Blason de Gœrsdorf | Blason  | D'argent à deux roses de gueules pointées, tigées et feuillées de sinople, mouvant d'une champagne du même chargée de trois étoiles d'or. |
| Blason de Gœrsdorf | Détails | Le statut officiel du blason reste à déterminer.                                                                                          |

| Blason de Gottenhouse | Blason  | D'azur à l'église d'argent ouverte et ajourée de sable, essorée de gueules.                                           |
| Blason de Gottenhouse | Détails | Armes parlantes. (Gottenhouse signifie "maison de Dieu" en allemand) Le statut officiel du blason reste à déterminer. |

| Blason de Gottesheim | Blason  | D'or à la bande de gueules chargée de trois étoiles du champ, à la bordure d'azur.                                  |
| Blason de Gottesheim | Détails | Différences entre dessin et blasonnement : étoiles à plomb ou pas. Le statut officiel du blason reste à déterminer. |

| Blason de Gougenheim | Blason  | D'or à la fasce de gueules chargée d'une fleur de lys d'argent. |
| Blason de Gougenheim | Détails | Le statut officiel du blason reste à déterminer.                |

| Blason de Goxwiller | Blason  | D'azur à une paire de verres de lunette d'argent cerclés et accouplés d'or, posée en pal. |
| Blason de Goxwiller | Détails | Le statut officiel du blason reste à déterminer.                                          |

| Blason de Grandfontaine | Blason  | De gueules à deux saumons adossés d'argent, accompagnés de quatre croisettes du même, à la champagne du même chargée d'un pic et d'un marteau-piqueur de sable passés en sautoir. |
| Blason de Grandfontaine | Détails | Le statut officiel du blason reste à déterminer. |

| Blason de Grassendorf | Blason  | D'azur à Sainte Agathe martyre d'or.             |
| Blason de Grassendorf | Détails | Le statut officiel du blason reste à déterminer. |

| Blason de Grendelbruch | Blason  | D'azur à trois tours couvertes d'argent, ouvertes, ajourées et maçonnées de sable, rangées sur une terrasse d'or. |
| Blason de Grendelbruch | Détails | Le statut officiel du blason reste à déterminer.                                                                  |

| Blason de Gresswiller | Blason  | D'azur à Saint Martin équestre coupant sa cape pour la partager avec un pauvre, le tout d'or sur une terrasse du même. |
| Blason de Gresswiller | Détails | Le statut officiel du blason reste à déterminer.                                                                       |

| Blason de Gries | Blason  | D'or à trois grues de sable tenant chacune de sa griffe une vigilance de gueules. |
| Blason de Gries | Détails | Le statut officiel du blason reste à déterminer.                                  |

| Blason de Griesheim-près-Molsheim | Blason  | De sinople à une chèvre saillante d'argent sur un monticule de trois coupeaux d'or mouvant de la pointe. |
| Blason de Griesheim-près-Molsheim | Détails | Le statut officiel du blason reste à déterminer.                                                         |

| Blason de Griesheim-sur-Souffel | Blason  | De gueules à trois massacres de cerf d'or.       |
| Blason de Griesheim-sur-Souffel | Détails | Le statut officiel du blason reste à déterminer. |

| Blason de Gumbrechtshoffen | Blason  | D'azur au lion d'or lampassé de gueules,.        |
| Blason de Gumbrechtshoffen | Détails | Le statut officiel du blason reste à déterminer. |

| Blason de Gundershoffen | Blason  | D'argent à l'aigle bicéphale de gueules,.        |
| Blason de Gundershoffen | Détails | Le statut officiel du blason reste à déterminer. |

| Blason de Gungwiller | Blason  | D'argent au chevron de gueules chargé d'un chevron d'or. |
| Blason de Gungwiller | Détails | Le statut officiel du blason reste à déterminer.         |

| Blason de Gunstett | Blason  | D'azur à Saint Michel archange terrassant le dragon, le tout d'or. |
| Blason de Gunstett | Détails | Le statut officiel du blason reste à déterminer.                   |

| Sommaire : | - Haut - A - B - C - D - E - F - G - H |

## H
| Blason de Haegen | Blason  | De gueules à une fleur de lys florencée d'argent. |
| Blason de Haegen | Détails | Le statut officiel du blason reste à déterminer.  |

| Blason de Haguenau | Blason  | D'azur à une quintefeuille d'argent boutonnée de gueules. |
| Blason de Haguenau | Détails | Les armes de Haguenau ont été établies d'après les sceaux de l'ancienne ville impériale qui fut fondée au XIIe siècle autour du château de Frédéric de Hohenstaufen. Le statut officiel du blason reste à déterminer. |

| Blason de Handschuheim | Blason  | Palé d'argent et d'azur de quatre pièces, à la fasce vivrée de gueules brochant sur le tout. |
| Blason de Handschuheim | Détails | Le statut officiel du blason reste à déterminer.                                             |

| Blason de Hangenbieten | Blason  | D'azur au dextrochère bénissant de Saint Jean l'Evangéliste d'argent paré d'or, mouvant en chef du flanc senestre, au calice du même, duquel sort un serpent tortillé de gueules. |
| Blason de Hangenbieten | Détails | Le statut officiel du blason reste à déterminer. |

| Blason de Harskirchen | Blason  | Parti d'un mi-parti de sable à l'aigle bicéphale d'argent, membrée et becquée d'or, lampassée de gueules ; et d'azur semé de croisettes d'argent, au lion du même couronné d'or brochant . |
| Blason de Harskirchen | Détails | Le statut officiel du blason reste à déterminer. |

| Blason de Hatten | Blason  | Coupé d'argent au lion issant de gueules, et d'azur à une étoile de six rais d'or. |
| Blason de Hatten | Détails | Le statut officiel du blason reste à déterminer.                                   |

| Blason de Hattmatt | Blason  | Quinté en fasce de sable, d'azur, d'argent, de sable et d'azur. |
| Blason de Hattmatt | Détails | Le statut officiel du blason reste à déterminer.                |

| Blason de Hegeney | Blason  | Parti d'un mi-parti de gueules à l'aigle bicéphale d'argent, au second d'azur à une fleur de lys d'or. |
| Blason de Hegeney | Détails | Le statut officiel du blason reste à déterminer.                                                       |

| Blason de Heidolsheim | Blason  | D'azur à deux pals d'or, une aigle de sable armée et lampassée de gueules brochant sur le tout. |
| Blason de Heidolsheim | Détails | Le statut officiel du blason reste à déterminer.                                                |

| Blason de Heiligenberg | Blason  | Écartelé : aux 1er et 4e de gueules à la bande d'argent, au 2d d'argent à trois cornes de gueules, au 3e d'or à la croix de gueules. |
| Blason de Heiligenberg | Détails | Le statut officiel du blason reste à déterminer.                                                                                     |

| Blason de Heiligenstein | Blason  | De sinople à trois coupeaux d'or mouvant de la pointe, surmontés à dextre d'une grappe de raisin du même et à senestre d'une serpe d'argent. |
| Blason de Heiligenstein | Détails | Le statut officiel du blason reste à déterminer.                                                                                             |

| Blason de Hengwiller | Blason  | Parti d'argent au lion de gueules accompagné de onze billettes d'azur posées en orle, et de gueules à deux fasces d'argent. |
| Blason de Hengwiller | Détails | Le statut officiel du blason reste à déterminer.                                                                            |

| Blason de Herbitzheim | Blason  | De sable à deux clefs d'argent passées en sautoir. |
| Blason de Herbitzheim | Détails | Le blason d'Herbitzheim est celui de son abbaye. Les deux clefs symbolisent les deux patrons du monastère d'Herbitzheim : saint Jean et saint Pierre. Le statut officiel du blason reste à déterminer. |

| Blason de Herbsheim | Blason  | D'azur à la lettre H onciale capitale d'or.      |
| Blason de Herbsheim | Détails | Le statut officiel du blason reste à déterminer. |

| Blason de Herrlisheim | Blason  | Écartelé : au 1er d'azur à trois chevrons d'or, au 2d de gueules à un fer de lance d'argent, au 3e d'argent au lion contourné de gueules, au 4e d'azur au poisson d'argent posé en barre. |
| Blason de Herrlisheim | Détails | Le statut officiel du blason reste à déterminer. |

| Blason de Hessenheim | Blason  | D'argent à la bande de gueules, sa moitié dextre fleuronnée et contre-fleuronnée de sinople. |
| Blason de Hessenheim | Détails | Le statut officiel du blason reste à déterminer.                                             |

| Blason de Hilsenheim | Blason  | De gueules à la garde et la poignée d'une épée basse d'or. |
| Blason de Hilsenheim | Détails | Le blasonnement n'indique nulle part la présence d'une fleur de lys en ornement sur la garde. Mais la commune l'utilise depuis toujours ainsi ornée. Le statut officiel du blason reste à déterminer. |

| Blason de Hindisheim | Blason  | D'azur à une clef d'or accostée de deux étoiles du même. |
| Blason de Hindisheim | Détails | Le statut officiel du blason reste à déterminer.         |

| Blason de Hinsbourg | Blason  | Coupé de gueules au chevron d'argent accompagné de trois croisettes du même ; et d'or plain. |
| Blason de Hinsbourg | Détails | Le statut officiel du blason reste à déterminer.                                             |

| Blason de Hinsingen | Blason  | Coupé de sable à l'aigle naissante d'argent, becquée d'or et lampassée de gueules ; et d'argent à un corbeau essorant de sable. |
| Blason de Hinsingen | Détails | Le statut officiel du blason reste à déterminer.                                                                                |

| Blason de Hipsheim | Blason  | Coupé d'un parti d'azur à la bande d'or, et de sable au lion à la queue fourchue d'argent ; et de gueules au gant dextre appaumé d'or posé en bande, accompagné de deux étoiles d'argent, l'une en chef et l'autre en pointe. |
| Blason de Hipsheim | Détails | Différences entre dessin et blasonnement : queue fourchue. Le statut officiel du blason reste à déterminer. |

| Blason de Hirschland | Blason  | D'argent au cerf de gueules passant sur une terrasse de sinople. |
| Blason de Hirschland | Détails | Le statut officiel du blason reste à déterminer.                 |

| Blason de Hochfelden | Blason  | De gueules à Saint Pierre de carnation, chevelé, barbé et vêtu d'une tunique d'argent, nimbé, ceinturé et vêtu d'un manteau d'or, tenant de sa dextre une clef d'argent et de sa senestre un livre ouvert du même. |
| Blason de Hochfelden | Détails | Le statut officiel du blason reste à déterminer. |

| Blason de Hochstett | Blason  | De sinople à Sainte Gertrude abbesse de carnation, debout et de profil, vêtue d'argent et d'or, nimbée du même, tenant de sa dextre une crosse aussi d'or, accostée en pointe de deux rats affrontés aussi d'argent. |
| Blason de Hochstett | Détails | Le statut officiel du blason reste à déterminer. |

| Blason de Hœnheim | Blason  | D'or à trois corbeaux de sable.                  |
| Blason de Hœnheim | Détails | Le statut officiel du blason reste à déterminer. |

| Blason de Hœrdt | Blason  | D'or à une botte d'asperges de sinople posée en pal. |
| Blason de Hœrdt | Détails | Le statut officiel du blason reste à déterminer.     |

| Blason de Hoffen | Blason  | D'azur à une grappe de raisin d'or tigée et feuillée du même. |
| Blason de Hoffen | Détails | Le statut officiel du blason reste à déterminer.              |

| Blason de Hohatzenheim | Blason  | Parti d'or à la bande de gueules, et d'argent au lion de sable et à la bordure de gueules. |
| Blason de Hohatzenheim | Détails | Le statut officiel du blason reste à déterminer.                                           |

| Blason de Hohengœft | Blason  | De sable à une anse d'or.                        |
| Blason de Hohengœft | Détails | Le statut officiel du blason reste à déterminer. |

| Blason de Hohfrankenheim | Blason  | De gueules à la fasce vivrée d'or.               |
| Blason de Hohfrankenheim | Détails | Le statut officiel du blason reste à déterminer. |

| Blason de Le Hohwald | Blason  | D'argent à trois coupeaux de gueules mouvant de la pointe, sommés chacun d'un sapin de sinople. |
| Blason de Le Hohwald | Détails | Le statut officiel du blason reste à déterminer.                                                |

| Blason de Holtzheim | Blason  | D'or à une souche d'arbre arrachée de sable.                                                         |
| Blason de Holtzheim | Détails | Armes parlantes (holz signifie "bois" en allemand). Le statut officiel du blason reste à déterminer. |

| Blason de Hunspach | Blason  | Coupé d'or au lion issant de gueules, armé et lampassé d'azur ; et d'un parti d'or et d'azur à l'étoile de six rais du premier. |
| Blason de Hunspach | Détails | Le statut officiel du blason reste à déterminer.                                                                                |

| Blason de Hurtigheim | Blason  | De gueules à la bande dentelée d'or accompagnée de deux étoiles de huit rais du même. |
| Blason de Hurtigheim | Détails | Le statut officiel du blason reste à déterminer.                                      |

| Blason de Huttendorf | Blason  | D'azur à une palme d'or posée en barre.          |
| Blason de Huttendorf | Détails | Le statut officiel du blason reste à déterminer. |

| Blason de Huttenheim | Blason  | Tranché de gueules et d'azur, chaque quartier chargé d'un poisson d'argent en bande. |
| Blason de Huttenheim | Détails | Le statut officiel du blason reste à déterminer.                                     |

| Sommaire : | - Haut - A - B - C - D - E - F - G - H |